# Нікольський Костянтин Миколайович
Костянтин Миколайович Нікольский (* 1 лютого1961,Москва, Російська РФСР) — російський музикант, що складає і виконує музику в стилі рок. Відомий як сольною кар'єрою, так і участю в групах «Атланти», «Фестиваль», «Цветы», «Воскресение», «Зеркало мира».

## Дискографія
- 1991 — «Я бреду по бездорожью»
- 1996 — «Один взгляд назад»
- 2001 — «Лучшие песни - Музыкант»
- 2007 — «Иллюзии»